# Государственная тайна (мини-сериал)
«Государственная тайна» (англ. Secret State) — британский мини-сериал 2012 года в жанре политического триллера, снятый по мотивам романа Криса Маллина «A Very British Coup». В главных ролях снялись Гэбриэл Бирн, Чарльз Дэнс и Джина Макки. Премьера первого эпизода состоялась на канале 4 7 ноября 2012 года, а остальные три эпизода были показаны в течение следующих трех недель.
В 1988 году вышла 3-х серийная экранизация книги К. Маллина.

## Сюжет
В преддверии всеобщих выборов, происходит разрушительная авария на производстве в Тиссайде, в результате которой погибают 19 человек. Поднимаются вопросы о соблюдении безопасности американской нефтехимической компании PetroFex. Премьер-министр Великобритании утверждает, что получил от компании компенсации, но по возвращении из штаб-квартиры PetroFex его самолет при загадочных обстоятельствах разбился над Атлантическим океаном. Заместитель премьер-министра Том Докинз (Габриэль Бирн) должен докопаться до истины и добиться справедливости для жертв, в итоге он раскрывает заговор, лежащий в основе политической системы.

## В ролях
- Гэбриэль Бирн — Том Докинз
- Чарльз Дэнс — член парламента Джон Ходдер
- Стивен Диллейн — Пол Джейкоб Кларк, генеральный директор PetroFex.
- Руперт Грейвс — Феликс Даррелл
- Ральф Айнесон — сержант Ригглсворт
- Рассел Килмистер — Ниллис Джейкобсон
- Сильвестра Ле Тузель — член парламента Рос Йелланд
- Анна Маделей — Джина Хейс, пресс-атташе Докинза.
- Джина Макки — Эллис Кейн, журналист-фрилансер.
- Рут Негга — Агнес Эванс, аналитик GCHQ.
- Лиа Уильямс — Лора Дюшенн, генеральный директор MI5.
- Джейми Сивс — Ли Фулдс
- Эл Уивер — Джосс Лейтон
- Дуглас Ходж — Энтони Фоссет
- Николас Фаррелл — генерал Маннери
- Антон Лессер — сэр Майкл Рикс, глава Королевского банка Каледонии.
- Тобиас Мензис — Чарльз Флайт

Крис Маллин, автор книги, на которой основан сценарий, появляется в роли викария в эпизодической роли.

## Выпуск
DVD был выпущен в Великобритании 3 декабря 2012 года.
Сериал доступен в Великобритании по подписке Amazon Instant Video и на сервисе видео по запросу Channel 4.

## В других странах
Все четыре серии были показаны на немецко-французском телеканале Arte 6 февраля 2014 года.
Сериал был показан в Хорватии на HRT с 14 по 17 апреля 2014 года.
В Австралии первый эпизод транслировался на канале ABC в пятницу, 25 июля 2014 года, а остальные выпуски — в течение последующих трех недель, в Новой Зеландии он появился 10 августа 2014 года на телеканале TV One в воскресенье в 22:30.

## Критика
На сайте Rotten tomatoes у сериала 2 отзыва критиков и 8 зрительских обзоров.